# Viscosité

Simulation d'écoulements de fluides de viscosité très différentes. Le fluide de droite est plus visqueux que le fluide de gauche.

La viscosité (du latin viscum, « gui » ou « glu ») peut être définie comme l'ensemble des phénomènes de résistance au mouvement d'un fluide pour un écoulement avec ou sans turbulence. La viscosité diminue la liberté d'écoulement du fluide et dissipe son énergie.
Deux grandeurs physiques caractérisent la viscosité : la viscosité dynamique (celle utilisée le plus généralement) et la seconde viscosité ou la viscosité de volume. On utilise aussi des grandeurs dérivées : fluidité, viscosité cinématique ou viscosité élongationnelle. Ces deux grandeurs sont l'image à l'échelle macroscopique des chocs moléculaires, chocs élastiques pour la viscosité dynamique et chocs inélastiques pour la viscosité de volume.
Contrairement à celle d'un gaz, la viscosité d'un liquide diminue lorsque la température augmente. On pourrait croire que la viscosité d'un fluide s'accroît avec sa densité, mais ce n'est pas nécessairement le cas : par exemple, l'huile de colza (de densité 0,92 à 20 °C) est nettement plus visqueuse que l'eau (7,78 × 10−2 Pa s contre 1,01 × 10−3 Pa s).
La notion de viscosité intervient dans un grand nombre de domaines. Dans le domaine technologique, on classe les huiles à usages mécaniques selon leur viscosité, en fonction des besoins de lubrification d'un moteur ou d'une machine, et des températures auxquelles l'huile sera soumise lors du fonctionnement (indice de viscosité).

## Définitions

### Définition élémentaire de la viscosité dynamique

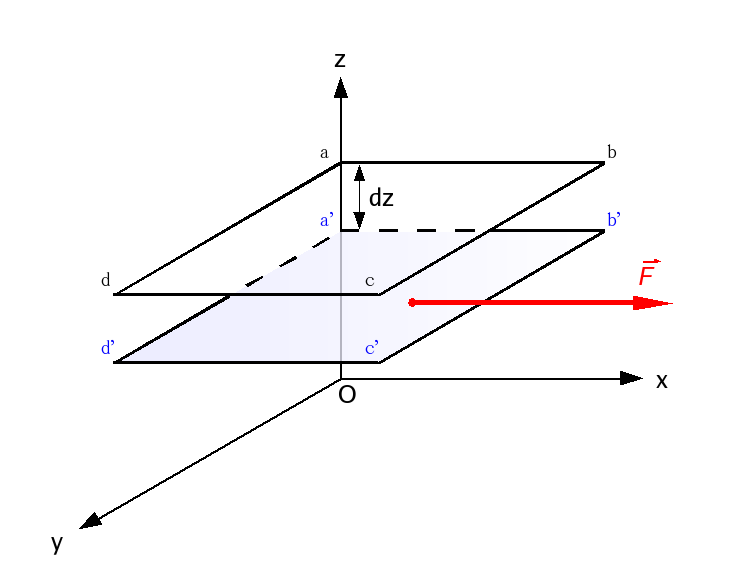
Force de viscosité agissant dans un fluide.

Dans le cas unidimensionnel, par exemple un écoulement de Couette de fluide incompressible, la viscosité dynamique peut être définie en considérant deux couches d'un fluide notées abcd et a’b’c’d’, la couche abcd étant animée d'une vitesse relative à a’b’c’d’ notée {\displaystyle \mathrm {d} v} et dirigée suivant {\displaystyle x}. Une force de frottement {\displaystyle F} s'exerce sur la couche a’b’c’d’ séparée de dz. La viscosité dynamique {\displaystyle \eta } (le symbole {\displaystyle \mu } est également utilisé) intervient dans la relation entre la norme de cette force {\displaystyle F} et le taux de cisaillement {\displaystyle {\frac {\mathrm {d} v}{\mathrm {d} z}}}, {\displaystyle S} étant la surface de chaque couche
{\displaystyle F=\eta \,S\,{\frac {\mathrm {d} v}{\mathrm {d} z}}}
La dimension physique de la viscosité dynamique est :
{\displaystyle [\eta ]=M\cdot L^{-1}\cdot T^{-1}}
Dans le Système international d'unités (SI), la viscosité dynamique {\displaystyle \eta } se mesure donc en pascals secondes (Pa s), cette dénomination ayant remplacé le poiseuille (Pl), de même valeur (1 Pa s = 1 Pl).
On trouve encore parfois l'ancienne unité du système CGS, la poise (Po) : 1 Pa s = 10 Po.
De cette grandeur dérivent deux autres, équivalentes :
- la fluidité qui est l'inverse de la viscosité dynamique ;
- la viscosité cinématique {\displaystyle \nu } qui s'obtient en divisant la viscosité dynamique par la masse volumique {\displaystyle \rho } soit :

{\displaystyle {\nu }={\frac {\eta }{\rho }}}
Elle s'exprime en mètre carré par seconde (m2/s). Dans le système CGS, la viscosité cinématique est exprimée en stokes (St) ou en centistokes (cSt).
La conversion est immédiate, puisque 1 St = 1 cm2/s = 10−4 m2/s et 1 cSt = 1 mm2/s = 10–6 m2/s.

### Définition générale des viscosités
Dans le cas général le tenseur des contraintes visqueuses est donné par :
{\displaystyle {\mathsf {\Sigma }}=\eta \underbrace {\left[\mathbf {\nabla } \mathbf {V} +(\mathbf {\nabla } \mathbf {V} \,)^{T}-{\frac {2}{3}}\left(\nabla \cdot \mathbf {V} \right){\mathsf {I}}\right]} _{cisaillement}+\chi \underbrace {(\mathbf {\nabla } \cdot \mathbf {V} \,)\;{\mathsf {I}}} _{dilatation}}
- {\displaystyle \mathbf {V} } est la vitesse de l'écoulement ;
- {\displaystyle {\mathsf {I}}} est le tenseur unité ;
- η désigne la viscosité dynamique du fluide (unité SI : Pa s) ;
- χ désigne la viscosité de volume (unité SI : Pa s).

On peut écrire cette équation sous la forme :
{\displaystyle {\mathsf {\Sigma }}=\eta \left[\,\mathbf {\nabla } \mathbf {V} +(\mathbf {\nabla } \mathbf {V} \,)^{T}\right]+\beta (\mathbf {\nabla } \cdot \mathbf {V} \,)\;{\mathsf {I}}\,,\quad \beta =\chi -{\frac {2}{3}}\eta }
{\displaystyle \beta } est la seconde viscosité.
On notera que certains ouvrages inversent les définitions de viscosité volumique (en anglais bulk viscosity) et seconde viscosité.
L'hypothèse de Stokes présume que la viscosité de volume est nulle :
{\displaystyle \chi =0}   ou   {\displaystyle \beta +{\frac {2}{3}}\eta =0}

### Viscosité élongationnelle
Le terme de viscosité élongationnelle est utilisé en rhéologie pour caractériser l'écoulement d'un corps incompressible soumis à une contrainte uniaxiale. La viscosité élongationnelle vaut {\displaystyle \eta _{e}=3\eta } (loi de Trouton).

### Viscosité turbulente
La viscosité turbulente désigne une quantité utilisée pour décrire la dissipation turbulente. Elle est l'analogue de la viscosité dynamique pour la relation contraintes-déformations dans le milieu mais n'est pas une caractéristique de ce milieu et son expression doit être adaptée à chaque situation physique.

## Viscosité des gaz
La viscosité des gaz purs et des mélanges peut être calculée à partir de la méthode de Chapman-Enskog en utilisant un potentiel d'interaction molécule-molécule tel que le potentiel Lennard-Jones. Cette propriété de transport macroscopique (domaine continu) est l'image des transferts de quantité de mouvement à l'échelle moléculaire qui croissent avec la force des collisions, donc avec la température et qui s'opposent à l'advection de la quantité de mouvement dans le milieu.

### Corps purs
La viscosité dynamique d'un corps pur est donnée par l'expression suivante (les indices sont pour la collision de l'espèce i avec elle-même)
{\displaystyle \eta _{i}=\alpha {\frac {(M_{i}T)^{\frac {1}{2}}}{\sigma _{ii}\Omega _{ii}^{*}}}\,,\quad \alpha ={\frac {5}{16}}\left({\frac {k_{B}}{\pi N_{A}}}\right)^{\frac {1}{2}}=8.4419...\times 10^{-25}\,J^{\frac {1}{2}}\cdot K^{-{\frac {1}{2}}}\cdot mol^{\frac {1}{2}}}
où {\displaystyle T} est la température, {\displaystyle M_{i}} la masse molaire, {\displaystyle N_{A}} le nombre d'Avogadro, {\displaystyle k_{B}} la constante de Boltzmann, {\displaystyle \sigma _{ii}} la section efficace et {\displaystyle \Omega _{ii}^{*}} l'intégrale de collision réduite par sa valeur utilisant un potentiel sphères dures. Ce terme dépend faiblement de la température, il est donc voisin de l'unité. Si on prend {\displaystyle \Omega _{ii}^{*}=1} on retrouve l'approximation d'un milieu composé de sphères dures parfaitement élastiques. Le terme {\displaystyle T^{\frac {1}{2}}} représente le nombre de collisions par unité de temps.
La quantité {\displaystyle \sigma \Omega ^{*}} est souvent disponible dans les bases de données sous forme tabulée ou sous forme polynomiale
{\displaystyle y=\sum _{i=i_{1}}^{i_{2}}a_{i}T^{i}}
où {\displaystyle i_{1}} peut être négatif.
Ce type d'approximation est également utilisé pour donner une expression numérique {\displaystyle \eta =f(T)}.

### Mélanges gazeux

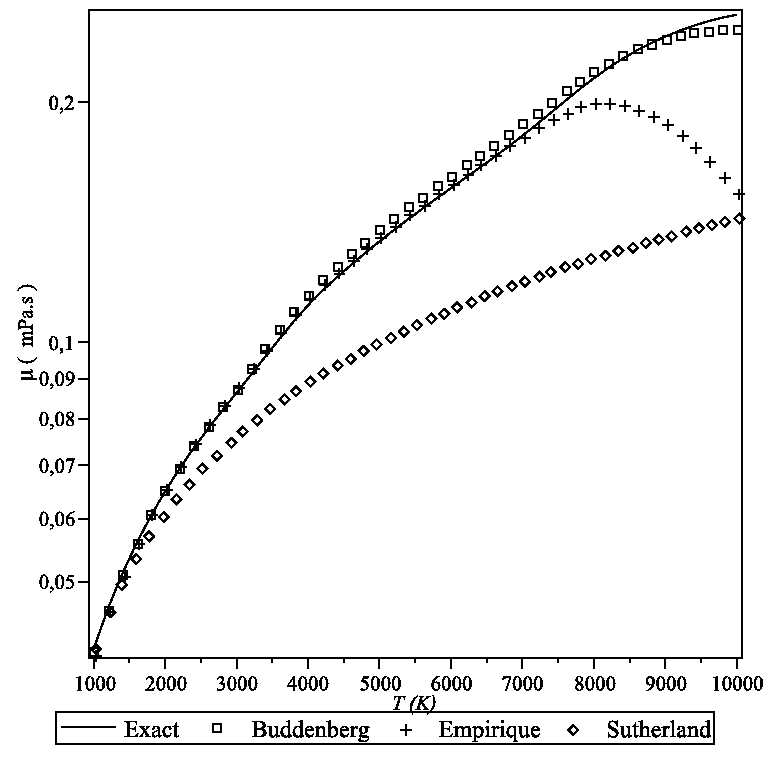
Diverses approximation de la viscosité de l'air jusqu'à 10000K.

La viscosité dynamique d'un mélange gazeux de {\displaystyle N} corps est solution d'un système algébrique linéaire d'ordre {\displaystyle N} et de rang {\displaystyle N-1},. Elle s'exprime donc sous la forme {\displaystyle \eta =f\left(T,c_{i}(T)\right)} où {\displaystyle c_{i}} est la fraction massique de l'espèce {\displaystyle i} dans le mélange. Il existe nombre d'approximations précises dans un domaine plus ou moins large (voir figure ci-contre) :
- certaines, un peu complexes mais justifiées théoriquement, comme celle comme celle de Buddenberg et Wilke[7],[8] donnent d'excellents résultats ;
- une simple loi de mélange donne des résultats acceptables dans un domaine de température réduit. Une telle loi empirique s'écrit :

{\displaystyle \eta ^{-1}=\sum c_{i}\eta _{i}^{-1}}
- on utilise couramment la loi de Sutherland qui est une adaptation numérique d'un modèle théorique utilisant un potentiel d'interaction particulier[4].

### Données numériques
Des données nombreuses et fiables sont contenues dans la compilation faite par Yeram Sarkis Touloukian. On donne dans le tableau ci-dessous quelques valeurs à température normale de cette base de données.
| Corps        | Viscosité (Pa s) |
| ------------ | ---------------- |
| dihydrogène  |                  |
| 8,79 × 10−6  |                  |
| diazote      | 1,754 × 10−5     |
| vapeur d'eau |                  |
| 8,85 × 10−6  |                  |

## Viscosité des liquides
Pour les liquides il n'existe pas de théorie que l'on puisse qualifier d'exacte à l'instar de la méthode de Chapman-Enskog. La généralisation de cette méthode par David Enskog ne donne que des résultats qualitatifs. La difficulté tient au fait qu'une molécule possède de nombreuses voisines avec laquelle elle interagit. Son mouvement est lié à la présence d'un site libre dans son voisinage. La mobilité augmentant avec la température, le phénomène de migration est facilité d'autant, ce qui explique la diminution de la viscosité. Les seuls calculs exacts sont ceux de dynamique moléculaire qui simulent le milieu à l'échelle moléculaire. Toutefois cette notion de site libre a permis à Henry Eyring de proposer une théorie où l'énergie d'agitation thermique permet à une molécule de vaincre la barrière de potentiel la séparant de ce site dans l'esprit de l'équation d'Eyring,. La fréquence {\displaystyle f} de sauter la distance séparant la molécule d'un site libre adjacent est :
{\displaystyle f={\frac {k_{B}T}{h}}e^{-{\frac {\Delta G^{\ddagger }}{RT}}}}
où {\displaystyle \Delta G^{\ddagger }} est l'énergie libre d'activation permettant d'échapper à la « cage » où se trouve la molécule.

### Corps purs

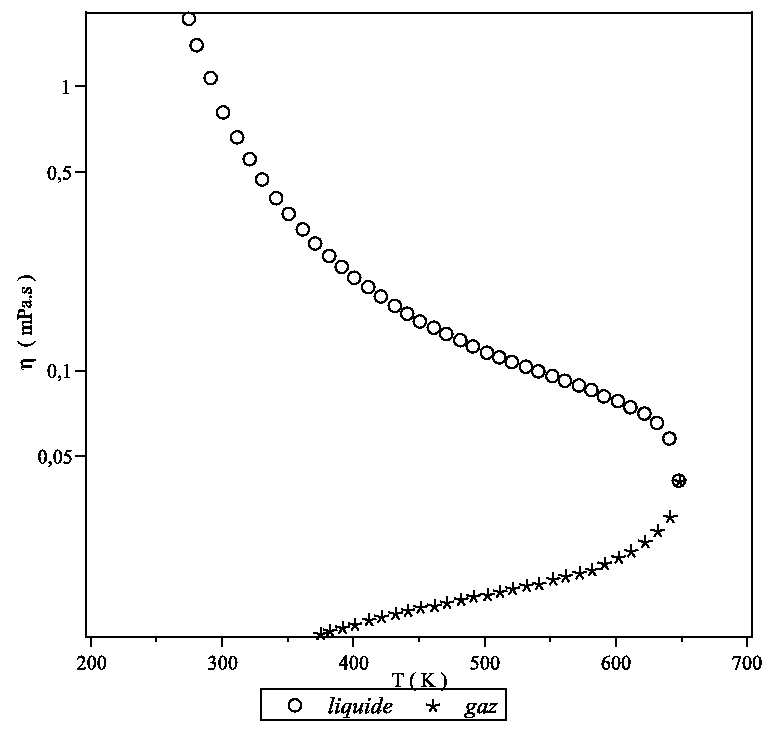
Viscosité de l'eau (liquide et vapeur) à l'équilibre thermodynamique.,

En pratique on utilise diverses méthodes physiques approchées (liste non exhaustive), :
- l'approximation de la « viscosité résiduelle » {\displaystyle \eta _{R}=\eta _{l}-\eta _{g}}, différence entre la valeur pour le liquide et celle calculée pour un hypothétique gaz à la même température, sous la forme {\displaystyle {\frac {\eta _{R}}{\eta _{C}}}=f\left({\frac {\rho }{\rho _{C}}}\right)} {\displaystyle \rho } est la masse volumique et {\displaystyle \rho _{C}} sa valeur au point critique {\displaystyle T=T_{C}} où la viscosité est {\displaystyle \eta _{C}} (voir figure ci-contre)[10].
- la méthode des états correspondants où l'on montre par l'analyse dimensionnelle que les viscosités des corps ne dépendent que d'un nombre limité de paramètres[4]. On se contente en général de deux pour écrire la loi sous la forme « universelle » suivante :

{\displaystyle \eta _{l}=f\left(T^{*},\rho ^{*}\right)}
où {\displaystyle T^{*}} et {\displaystyle \rho ^{*}} sont des valeurs normalisés par une quantité supposée pertinente, variable d'un auteur à un autre. On utilise cette méthode pour obtenir la viscosité d'un corps à partir de celle d'un corps réputé voisin.
On utilise fréquemment des approximations numériques {\displaystyle \eta _{l}=f(T)} telles que la suivante pour l'eau à pression de vapeur saturante :
{\displaystyle \mu _{l}=2.414\times 10^{-5}10^{\frac {247.8}{T-140}}}
La comparaison avec la courbe ci-contre montre qu'elle est valide jusqu'à 600 K environ.

### Mélanges
On utilise couramment la loi de mélange empirique (ou des variantes de celle-ci)
{\displaystyle \log {\eta }=\sum x_{i}\log {\eta _{i}}}
{\displaystyle x_{i}} est la fraction volumique (molaire).

### Valeurs numériques
Des données sont contenues dans diverses compilations, dont on donne ci-dessous deux exemples.
| Corps   | Température (°C) | Viscosité (Pa s) |
| ------- | ---------------- | ---------------- |
| Eau     | 0                | 1,753 × 10−3     |
| Eau     | 20               | 1,005 × 10−3     |
| Eau     | 50               | 0,535 × 10−3     |
| Eau     | 100              | 0,277 × 10−3     |
| Mercure | 20               | 1,526 × 10−3     |

Par ailleurs on peut trouver de nombreuses valeurs typiques pour des fluides newtoniens qui ne sont pas nécessairement parfaitement définis,,.
| Corps          | Température (°C) | Viscosité (Pa s) |
| -------------- | ---------------- | ---------------- |
| Miel           | 20               | 2 à 10           |
| Encre de Chine | 20               | 5,75 × 10−3      |
| Kérosène       | 20               | 0,65 × 10−3      |
| Poix           | 10-30            | 2,3 × 108        |

| Corps | Température (°C) | Viscosité (cSt) |
| ----- | ---------------- | --------------- |
| Huile | 40               | 64 à 166        |

### Cas particuliers
Certains corps comme les verres passent continument de l'état solide à l'état liquide. La viscosité du dioxyde de silicium a été mesurée à 1 × 106 Pa s à 1 200 K et à 80 Pa s à 2 600 K.
On trouve parfois des valeurs de viscosités pour des corps rhéofluidifiants et thixotropes comme le sang ou fortement non-newtoniens comme la glace polycristalline. Il convient de considérer ces valeurs avec circonspection.
La « viscosité sanguine » est un paramètre qui peut varier selon l'âge et les espèces animales (et donc aussi intéresser les vétérinaires,,). Chez l'être humain, parce qu'elle influe sur la pression artérielle, elle est un indicateur important de la santé cardiovasculaire qui a aussi été corrélée à l'insulino-résistance et au phénomène de Raynaud.

## Viscosité de volume
La viscosité de volume est généralement négligée en mécanique des fluides, le terme dû au cisaillement étant prépondérant. Cependant il existe des contre-exemples, par exemple la propagation du son dans les gaz.
Cette quantité résulte des collisions inélastiques pour lesquelles l'énergie interne (liée à la vibration et la rotation) des espèces en interaction est modifiée par la collision,. Elle est donc négligeable dans le cas des gaz nobles.
L'expression la plus simple est obtenue pour un gaz parfait dans la limite des ondes de faibles fréquences et faibles amplitudes :
{\displaystyle \chi =(\gamma -1)^{2}\sum _{i}{\frac {C_{V_{i}}}{R}}p\tau _{i}}
où {\displaystyle C_{V_{i}}} est la capacité thermique à volume constant associée au mode interne i caractérisé par une durée de relaxation τ, p la pression, R la constante universelle des gaz parfaits et γ l'indice adiabatique.
On donne ci-dessous quelques valeurs caractéristiques à 293K et à pression normale. On remarque que certains corps comme l'hydrogène ou la vapeur d'eau ont une viscosité élevée comparée à la viscosité dynamique.
| Corps        | χ (Pa s)    | χ/η  |
| ------------ | ----------- | ---- |
| Dihydrogène  | 2,65 × 10−4 | 30,1 |
| Diazote      | 1,28 × 10−5 | 0,73 |
| Vapeur d'eau | 6,73 × 10−5 | 7,6  |

## Dissipation d'énergie cinétique par viscosité
À l'aide du calcul tensoriel on peut calculer la dissipation irréversible, en énergie thermique, de l'énergie cinétique {\displaystyle E_{\mathrm {c} }=\iiint _{V}e_{\mathrm {c} }\,\mathrm {d} V}, où {\displaystyle e_{\mathrm {c} }} désigne l'énergie cinétique par unité de volume. Dans le cas incompressible elle prend la forme :
{\displaystyle {\frac {\mathrm {d} e_{\mathrm {c} }}{\mathrm {d} t}}=-{\frac {\eta }{2}}\left({\frac {\partial v_{i}}{\partial x_{j}}}+{\frac {\partial v_{j}}{\partial x_{i}}}\right)\left({\frac {\partial v_{i}}{\partial x_{j}}}+{\frac {\partial v_{j}}{\partial x_{i}}}\right)}
où {\displaystyle i} et {\displaystyle j}, parcourant la base cartésienne, vont de 1 à 3 (convention d'Einstein).
En coordonnées cylindriques, on obtient :
{\displaystyle {\frac {\mathrm {d} e_{\mathrm {c} }}{\mathrm {d} t}}=-2\eta \left[\left({\frac {\partial v_{r}}{\partial r}}\right)^{2}+\left({\frac {1}{r}}{\frac {\partial v_{\theta }}{\partial \theta }}+{\frac {v_{r}}{r}}\right)^{2}+\left({\frac {\partial v_{z}}{\partial z}}\right)^{2}\right]-\eta \left[\left({\frac {1}{r}}{\frac {\partial v_{r}}{\partial \theta }}+{\frac {\partial v_{\theta }}{\partial r}}-{\frac {v_{\theta }}{r}}\right)^{2}+\left({\frac {\partial v_{\theta }}{\partial z}}+{\frac {1}{r}}{\frac {\partial v_{z}}{\partial \theta }}\right)^{2}+\left({\frac {\partial v_{z}}{\partial r}}+{\frac {\partial v_{r}}{\partial z}}\right)^{2}\right]}
L’expression de la dissipation visqueuse totale peut prendre plusieurs formes. Ainsi dans le cas d'un fluide incompressible et dont la vitesse est nulle sur le bord du domaine on a :
{\displaystyle {\frac {\mathrm {d} E_{\mathrm {c} }}{\mathrm {d} t}}=-\eta \iiint _{V}\left(\nabla v\right)^{2}\,\mathrm {d} V=-{\frac {\eta }{2}}\iiint _{V}\left(\nabla v+{}^{t}\nabla v\right)^{2}\,\mathrm {d} V=-\eta \iiint _{V}\left(\nabla \wedge v\right)^{2}\,\mathrm {d} V}
En effet avec les hypothèses ci dessus on a :
{\displaystyle \left(\nabla v\right)^{2}=\left(\nabla \wedge v\right)^{2}+\operatorname {div} \left(v\cdot \nabla v\right)={\frac {1}{2}}\left(\nabla v+{}^{t}\nabla v\right)^{2}-\operatorname {div} \left(v\cdot \nabla v\right)}
De manière générale, on préfère la forme faisant intervenir la partie symétrique du tenseur {\displaystyle \nabla v}
car il est connu que sa partie antisymétrique ne produit pas de dissipation.

## Mesures
Les mesures de viscosité dynamique se font à l'aide d'un viscosimètre ou d'un rhéomètre. Pour la viscosité volumique on utilise un rhéomètre acoustique (en).

## Bases de données
- en libre accès :
  - (en) Yeram Sarkis Touloukian, S. C. Saxena et P. Hestermans, Viscosity, vol. 11, IFI/Plenum Press, 1975 (ISBN 0-306-67031-3, lire en ligne)
  - (en) National Institute of Standards and Technology, « Propriétés thermophysiques des systèmes fluides »
- Autres :
  - (en) Carl L. Yaws, Transport Properties of Chemicals and Hydrocarbons, Amsterdam/Boston, Gulf Professional Publishing, 2014, 715 p. (ISBN 978-0-323-28658-9)
  - (en) E. W. Washburn Edt, International Critical Tables of Numerical Data, Physics, Chemistry and Technology, vol. 5, Knovel, 2003 (ISBN 978-1-59124-491-2)